# Cicurina shasta
Espèce
Cicurina shasta est une espèce d'araignées aranéomorphes de la famille des Cicurinidae.

## Distribution
Cette espèce est endémique de Californie aux États-Unis,. Elle se rencontre vers Weed.

## Description
La femelle holotype mesure 6,70 mm, la femelle paratype 5,30 mm et les mâles paratypes 5,80 et 6,50 mm.

## Systématique et taxinomie
Cette espèce a été décrite par Chamberlin et Ivie en 1940.

## Publication originale
- Chamberlin & Ivie, 1940 : « Agelenid spiders of the genus Cicurina. » Bulletin of the University of Utah, Biological Series, vol. 30, no 18, p. 1-108.